# Ioan Duma
Ioan Maria Duma OFMConv (* 5. November 1896 in Valea Mare, Bezirk Bacău; † 16. Juli 1981 in Târgu Jiu, beerdigt in Valea Mare) war ein Franziskanerminorit und Geheimbischof der Römisch-katholischen Kirche in Rumänien. 

## Biographie
Duma trat im Herbst 1914 ins franziskanische Priesterseminar von Hălăucești ein und studierte dort sowie am „Kollegium Seraphicum“ von Rom. Er beteiligte sich am „Krieg der Wiedervereinigung der Nation“ 1916–1918, währenddessen er als Sanitäter diente. Nach dem Krieg machte er sein Noviziat, legte am 4. Oktober 1919 die vorläufigen, dann, 1922 in Rom, die endgültigen Mönchsgelübde ab. Am 24. Juli 1924 wurde er schließlich in Rom zum Priester geweiht und nach seiner Rückkehr arbeitete er ab dem 30. September 1925 als Diözesanvikar in Săbăoani und Hălăucești. Gleichzeitig war er auch Professor und Direktor am römisch-katholischen Priesterseminar von Hălăuceşti, 1930 war er Pfarrer von Galați. In dieser Zeit gab er die Zeitschrift „Curierul Parohiei Romano-Catolice Galați“ heraus und ließ auch das dem Heiligen Antonius von Padua geweihte Denkmal an der linken Seite des Haupteingangs der Pfarrkirche errichten (1934). 1944 ernannte ihn der Papst zum Apostolischen Visitator der Franziskanerkonvente in Siebenbürgen.
Ioan Duma wurde am 16. November 1948 von Papst Pius XII. geheim zum Titularbischof von Iuliopolis ernannt. Er war als Weihbischof der Diözese Iași vorgesehen, deren Bischof Anton Durcovici zu den ersten Opfern des neuen Regimes zählte. Gerald Patrick O’Hara, der Apostolische Nuntius in Rumänien, erteilte Pater Duma am 8. Dezember 1948 in der Kapelle der Bukarester Nuntiatur heimlich die Bischofsweihe. Der kommunistische Staat wusste bereits kurz nach den geheimen Weihen von 1948/1949 von den neuen Bischöfen, nachdem dem Geheimdienst – möglicherweise durch den Fahrer des Nuntius – eine Liste mit den Namen der Geweihten in die Hände gefallen war.
Am 25. September 1951 wurde der Bischof seinerseits verhaftet und vor das Militärgericht Timișoara gestellt, das ihn zu vier Jahren Gefängnis wegen des Verbrechens der „Spionage für den Vatikan“ verurteilte. In dieser Zeit erduldete er schwere psychische und physische Folter. Nach seiner Haftentlassung im Jahr 1955 wurde ihm per Entscheidung Nr. 6088 vom 25. September 1955 für 36 Monate ein Zwangsdomizil in Iași auferlegt. Danach erhielt er ein solches im Bezirk Constanța, in der Pfarrei von Mihail Kogălniceanu. Die Securitate legte sodann ein Dossier zu dessen individueller Verfolgung an, mit dem Ziel, die „feindlichen Arbeit als geheimer Bischof und Superior der Franziskaner“ zu dokumentieren. Um ihn zu isolieren und besser überwachen zu können, bekam er 1960 Residenzpflicht in Târgu Jiu.
Später, im Jahr 1971, erhielt der Bischof die Genehmigung von den Behörden für eine Reise nach Italien, bei welcher Gelegenheit er in Audienz von Papst Paul VI. empfangen wurde, doch erst 1975 schloss die Staatssicherheitsbehörde sein Dossier, da er nun, alt und krank, keine potenzielle Bedrohung mehr für das kommunistische Regime repräsentierte.
Ioan Duma wurde weder vom sozialistischen Rumänien in seiner bischöflichen Funktion anerkannt, noch konnte er sein Amt offiziell ausüben. Erst nach seinem Tod bestätigte der Heilige Stuhl erstmals öffentlich seinen Bischofsrang.